# Зархи, Нина Александровна
Нина Александровна Зархи (22 июля 1946, Ленинград — 27 сентября 2017) — российский кинокритик и киновед.

## Биография
Родилась 22 июля 1946 года в Ленинграде в семье режиссера Александра Зархи. В 1968 году окончила романо-германское отделение филологического факультета МГУ.
С 1975 года – сотрудник отдела зарубежного кино редакции журнала «Искусство кино», с 1992 года – заведующая отделом зарубежного кино, а затем заместитель главного редактора журнала.
Публиковалась в научных сборниках МГУ; в журналах «Искусство кино», «Советский экран», «Киноведческие записки», «Дружба народов», «Столица», «Иностранная литература», «Огонёк», «Знамя» и др.; в газетах «Культура», «Литературная газета».
В марте 2014 года подписала письмо «Мы с Вами!» КиноСоюза в поддержку Украины.
Скончалась 27 сентября 2017 года. Урна с прахом захоронена на Новодевичьем кладбище.

## Семья
- Муж – Владимир Сканави (1941–2021), пианист, профессор Московской консерватории.
- Дочь — Екатерина Сканави (род. 1971, Москва), пианистка. Училась в Московской средней специальной музыкальной школе им. Гнесиных у Татьяны Зеликман. Дебютировала в возрасте 12 лет в Большом зале Московской консерватории имени П.И.Чайковского, исполнив третий фортепианный концерт Кабалевского. Продолжила учебу в Национальной консерватории в Париже, в Кливлендском институте музыки и в Московской государственной консерватории имени П.И.Чайковского, где она училась у Владимира Крайнева и Веры Горностаевой[3].
- Внуки: 
  - Алексей (род. 2001)
  - Лев (род. 2002)
  - Александра (род. 2004)
- Зять — (1-й брак дочери) Евгений Стычкин, актёр; 2-й брак — виолончелист Клаудио Бохоркес.